# Matej Krajčík
Matej Krajčík (ur. 19 marca 1978 w Trenczynie) – słowacki piłkarz występujący na pozycji prawego obrońcy lub pomocnika. Od 2005 roku do 2009 roku rozegrał 18 meczów w reprezentacji Słowacji.